# Amos Serem
Amos Serem (* 28. August 2002 im Uasin Gishu District) ist ein kenianischer Leichtathlet, der sich auf den Hindernislauf spezialisiert hat.

## Sportliche Laufbahn
Erste Erfahrungen bei internationalen Meisterschaften sammelte Amos Serem im Jahr 2021, als er bei den U20-Weltmeisterschaften in Nairobi in 8:30,72 min die Goldmedaille über 3000 m Hindernis gewann. Im Jahr darauf gewann er bei den Commonwealth Games in Birmingham in 8:16,83 min die Bronzemedaille hinter seinem Landsmann Abraham Kibiwot und Avinash Sable aus Indien. 2023 wurde er bei der Xiamen Diamond League in 8:14,41 min Dritter und im Jahr darauf gewann er bei den Afrikaspielen in Accra in 8:25,77 min die Silbermedaille hinter dem Äthiopier Samuel Firewu. Im Mai wurde er beim Meeting International Mohammed VI d’Athlétisme de Marrakesch in 810,82 min Dritter und beim Meeting de Paris wurde er in 8:02,36 min Zweiter. Daraufhin gelangte er bei den Olympischen Sommerspielen in Paris mit 8:19,74 min im Finale auf Rang 14.

## Persönliche Bestzeiten
- 3000 m Hindernis: 8:02,36 min, 7. Juli 2024 in Paris